# Emil Grubbe
Emil Herman Grubbe (Chicago, 1º gennaio 1875 – Chicago, 26 marzo 1960) è stato un medico statunitense, probabilmente il primo americano ad usare i raggi x nel trattamento del cancro..

## Biografia
Nacque a Chicago e ricevette la sua formazione medica presso un istituto omeopatico: l'Hahnemann Medical College di Chicago. Fu lì che Grubbe assemblò la prima macchina a raggi x di Chicago nel 1896 e quello stesso anno la usò per curare una donna affetta da carcinoma ricorrente al seno. 
Assemblò la macchina e inizio ad usarla nei trattamenti a meno di un anno di distanza dall'annuncio di Wilhelm Röntgen inerente alla sua scoperta dei raggi x, e a breve distanza di tempo da Despeignes, medico di Lione, con ogni probabilità la prima persona a effettuare un trattamento radiante, nel luglio del 1896, su un paziente affetto da cancro allo stomaco.
Nel 1960 Grubbe aveva già istruito oltre 7000 altri dottori sull'uso medico dei raggi x.
Nel corso della sua vita si sottopose ad oltre 90 operazioni per cancri multipli causati dalla sua intensa e continua esposizione alla radiazione.
Furono conferiti a Grubbe onori da numerose istituzioni, inclusa l'American Cancer Society.
Fu anche un membro dell'American College of Physicians.
Grubbe nel suo testamento fece una donazione alla Chicago Radiological Society per finanziare il Grubbe Memorial Award.